# Giuseppe Colombi
Giuseppe Colombi (Módena, 1635-1694) fue un compositor y violinista italiano activo durante el período Barroco. En 1674 fue nombrado maestro di cappella en la corte de Módena. Fue en 1678 cuando sucedió a Giovanni Maria Bononcini como maestro de la Catedral de Módena, cargo que sostuvo hasta su muerte en 1694 dejando un legado de varias sonatas, sinfonías, ballets, etc.

## Obra
- Op. 1. Delle Sinfonie da camera, Brandi e Correnti alla francese 2 violini, viola e Basso (Bolonia, 1668)
- Op. 2. La lira armonica Sinfonie a 2, Violine und B.c. (Bolonia, 1673)
- Op. 3. Balletti, Correnti, Gighe, Sarabandea 2 Violini e Violone o Spinetta. (Bolonia, 1674)
- Op. 4. Sonate a 2 Violini e un Bassetto, Viola se piace 1676
- Op. 5. Sonate da camera a 3 strumenti, 2 Violini e Violone, o Cimbalo (Bolonia, 1689)
- Sonate e Toccate a Violino e Basso Libro 1.
- Sonate a Violino e Basso Libro 2.
- Libro 3-21 Balletti, Toccate
- Libro 22 enthält Balli diversi a Violino, Soprano, Mezzosoprano e Violone
- Manuskripte in Modena: 2 Kantaten, 9 Sonaten und Sinfonie a 2 Violini e B.c.